# Філіз Ахмет
Філіз Ахмет (тур. Filiz Ahmet, нар. 15 квітня 1981, Скоп'є, Північна Македонія) — турецька акторка кіно й театру, найбільш відома по своїй ролі Нігяр Калфи в серіалі «Величне століття. Роксолана».

## Біографія
Філіз Ахмет народилася в Македонії, місті Скоп'є, де і закінчила Турецьку театральну консерваторію. Крім серіалу Величне століття. Роксолана, вона знялася в декількох інших фільмах, але основним її місцем роботи слугує театр: на рахунку актриси понад два десятки театральних ролей.
У кіно Філіз дебютувала в епізодичній ролі для турецького серіалу «Zavedeni» у 2001 році. Після цього кінокар'єра Філіз перервалася майже на 6 років. І тільки 2007 року вона знову повернулася у світ кінематографа, знявшись у серіалі «Гол мого життя» та у серіалі «Прощавай, Румеліє», де знімалась по 2009.
Найцікавішою кінороботою Філіз стала роль Нігяр Калфи в серіалі «Величне століття. Роксолана».

## Особисте життя
Філіз — поліглот. З дитинства вона знає албанську, турецьку і македонську мови, які є для неї рівноцінно рідними. Також актриса вивчила англійську, шведську, сербську і болгарську.

## Фільмографія
| Фільмографія | Фільмографія                    | Фільмографія             | Фільмографія | Фільмографія            |
| Рік          | Назва                           | Оригінальна назва        | Роль         | Примітки!               |
| ------------ | ------------------------------- | ------------------------ | ------------ | ----------------------- |
| 2003         | Соблазн                         | Заведени                 |              | Македонський телесеріал |
| 2005         | Жаль                            | Gazel                    |              | Фільм                   |
| 2007—2009    | Прощай, Румеліє                 | Elveda Rumeli            | Заріфе       | Телесеріал              |
| 2008         | Любовне затемнення              | Aşk Tutulması            | Фармацевтка  |                         |
| 2008         | Люди другого району             | Baska semtin çocuklari   | Бейза        | Фільм                   |
| 2009         | Балканське весілля              | Balkan düğünü            | Галина       | Телесеріал              |
| 2011—2013    | Величне століття. Роксолана     | Muhteşem Yüzyıl          | Нігяр Калфа  | Головна роль 1—3 сезон  |
| 2014         | Жіноче діло: пограбування банку | Kadın İşi: Banka Soygunu | Більге       | Фільм                   |
| 2014         | Бережи мене                     | Kendime iyi bak          | Сестра Ешим  | Фільм                   |
| 2014         | Дзеркало души моїй              | Ruhumun Aynası           | Гюльпаре     | Головна роль            |
| 2016         | Пісня життя                     | Hayat Şarkısı            | Нургюль      |                         |
| 2016         | Нескінченне кохання             | Sonsuz Ask               |              | Фільм                   |
| 2017         |                                 | Görevimiz Tatil          |              | Фільм                   |
| 2018         |                                 | Bal Kaymak               |              | Фільм                   |
| 2019         | Нажива                          | Vurgun                   | Міхрі        |                         |
| 2020         |                                 | Hekimoğlu                | Гюлай        | Телесеріал              |
| 2022         | Балканська колискова            | Balkan Ninnisi           |              | Телесеріал              |